# Guise
Guise (AFI: /ɡɥiz/) è un comune francese di 4 510 abitanti situato nel dipartimento dell'Aisne della regione dell'Alta Francia.
In italiano desueto è citata anche come Guisa o Ghisa; da qui deriva il nome italiano del casato ducale dei Guisa.

## Società

### Evoluzione demografica
Abitanti censiti